# Faro de Castellón
El faro de Castellón es un faro situado en el puerto de Castellón de la Plana, en la provincia de Castellón, Comunidad Valenciana, España. Está gestionada por la autoridad portuaria de Castellón de la Plana.

## Historia
Se inauguró en 1867 con una lámpara de aceite y un alcance de 9 millas. Un nuevo faro lo sustituyó en 1917, ofreciendo un alcance de 13 millas con óptica fija, que permaneció en uso hasta que el sistema se electrificó en 1922.